# Superman: Tierra Uno
Superman: Tierra Uno es una serie de novelas gráficas escrita por J. Michael Straczynski e ilustrada Shane Davis. Se trata de una reimaginación moderna de la franquicia de cómics de Superman de DC Comics como parte del sello Tierra Uno. Esta versión de Superman existe junto a otros personajes renovados de DC con el título de Tierra Uno, en los que se incluye Batman: Tierra Uno y Woner Woman: Tierra Uno, además de otras novelas gráficas.
El primer volumen fue publicado en Estados Unidos el 27 de octubre de 2010, mientras que el segundo y tercer volumen fueron hicieron su debut el 31 de octubre de 2012 y el 4 de febrero de 2015 respectivamente. Sin embargo, este último volumen fue ilustrado por Ardian Syaf en vez de Shane Davis.

## Antecedentes y creación
J. Michael Straczynski comentó que el proyecto era un sueño hecho realidad, ya que escribir a Superman estaba entre sus planes que también incluían Babylon 5. Dos años previos a su publicación, Straczynski firmó un contrato con DC Comics. Antes del anuncio de Straczynski's, este había mantenido en secreto el proyecto mientras trabajaba en los personajes de Red Circle y en The Brave and the Bold.
Straczynski hizo uso de su experiencia como periodista para agregar detalles al ambiente del Daily Planet. Un ejemplo de esto es el personaje de Jimmy Olsen, quien en esta versión es llamado Jim, el cual es representado como alguien más fuerte y listo que su contraparte principal. Straczynski quería volver a narrar el comienzo de la transición de Clark Kent a Superman y explorar posibles alternativas en cómo Clark se convierte en un superhéroe. Straczynski también introdujo a un nuevo villano con una conexión con Krypton, que fue utilizado para explicar su destrucción.
Shane Davis eliminó los estereotipos asociados con las representaciones de las identidades civiles y de superhéroe de Clark Kent, dibujándolo vistiendo capas de ropa, lo que muestra que está tratando de mezclarse con sus compañeros y diferenciándose de representaciones anteriores de Kent vistiendo traje, corbata y anteojos, lo que según Davis "no tenía sentido". Davis además reimaginó Metrópolis, la cual históricamente es representada como una extensión de edificios de art déco, para que se viera más realista.